# Máximo Fjellerup
Máximo Hugo Fjellerup (nascut el 25 de novembre de 1997) és un jugador de bàsquet professional argentí. Amb una alçada d'1,98 m, juga a les posicions d'escorta i aler.

## Carrera professional
En la seva carrera professional, Fjellerup ha jugat tant a la Lliga Sud-americana de 2n nivell com a la Lliga FIBA Amèriques de 1r nivell.
Va jugar amb el Bahía Basket durant quatre temporades, fins que el 2018 fitxà pel Club Atlético San Lorenzo de Almagro.
Al Club Atlético San Lorenzo de Almagro hi jugaria durant 3 temporadas, amb promitjos en la temporada 2020-21 de 10.8 punts, 6.1 rebots i 1.8 assistències per partit.
El 13 d'agost de 2021, signà pel Palmer Alma Mediterránea de la LEB Or.
L'11 de gener de 2022, va abandonar el Palmer Alma Mediterránea i signà pel Bàsquet Girona de la LEB Or.

## Carrera a la selecció nacional
Fjellerup ha estat membre de la selecció argentina sènior. Amb l'Argentina, va jugar a la FIBA AmeriCup 2017, on va guanyar una medalla de plata. El 2019 va participar en l'equip que va guanyar la medalla d'or panamericana a Lima. Va ser inclòs a la selecció argentina per a la Copa del Món de Bàsquet FIBA 2019 i va aconseguir la medalla de plata amb l'Argentina, com a subcampió després d'Espanya.